# Hermillon
Hermillon est une ancienne commune française située dans le département de la Savoie, en région Auvergne-Rhône-Alpes.
Le 1er janvier 2019, Hermillon fusionne avec les communes du Châtel et de Pontamafrey-Montpascal pour former la commune nouvelle de La Tour-en-Maurienne.

## Géographie

### Lieux-dits, hameaux et écarts
- Montandré (sur la route de Champessuit), aujourd'hui inhabité depuis 1950. Lors des incendies de 1944, le hameau a servi de refuge aux habitants du village, ainsi que Champessuit. Le problème principal rencontré par les habitants de l'époque, ainsi que lors de l'occupation, était le manque d'eau. Le territoire du hameau abrite une espèce endémique de tulipes, les « tulipes de Montandré », Montis-Andrei. C'est d'ailleurs aujourd'hui l'emblême de la commune.
- Champessuit (en savoyard, signifiait « champ sec »). Jusqu'au début du XXe siècle, le hameau était habité de manière temporaire, suivant les saisons, à l'automne et au printemps, principalement pour l'élevage du bétail.
- Les Grangettes (au-dessus de la cascade d'Hermillon).
- Les Salamonières (ruines).

### Communes limitrophes
- Saint-Jean-de-Maurienne
- Pontamafrey-Montpascal
- Le Châtel
- Saint-Jean-de-Belleville
- Saint-Martin-de-Belleville
- Saint-Julien-Montdenis
- Villargondran

### Géologie et relief
Relief très accidenté, montagnard, pentu ; le territoire de la commune varie d'une altitude de 500 mètres dans la vallée à près de 3 000 mètres à la « Pointe du Vallon » (dénommée localement « Roche percée »).

## Toponymie
Hermillon est mentionné sous les formes dermellium (d'Hermellium ou Ermellion selon le chanoine Adolphe Gros) dans un document de 1210, Armelionis (1269), Hermilione (1285), Hermelionis (1297) dans le Cartulaire de Maurienne. On trouve également dans les différents documents publiés les formes suivantes : Ermelhone, Hermelionis (1393), Hermel. Selon le chanoineGros, « la forme originelle a dû être Ermel ou Armel [...] le H initial, qui est une lettre de superfétation ». Il propose pour origine du nom un patronyme.
En francoprovençal, le nom de la commune s'écrit Armèlyon, selon la graphie de Conflans.

## Histoire
Le village est incendié par un détachement de soldats de l'armée allemande le 27 août 1944.
Le 1er janvier 2019, Hermillon intègre avec Le Châtel et Pontamafrey-Montpascal la commune nouvelle de La Tour-en-Maurienne dont la création est actée par un arrêté préfectoral du 31 octobre 2018.

## Politique et administration

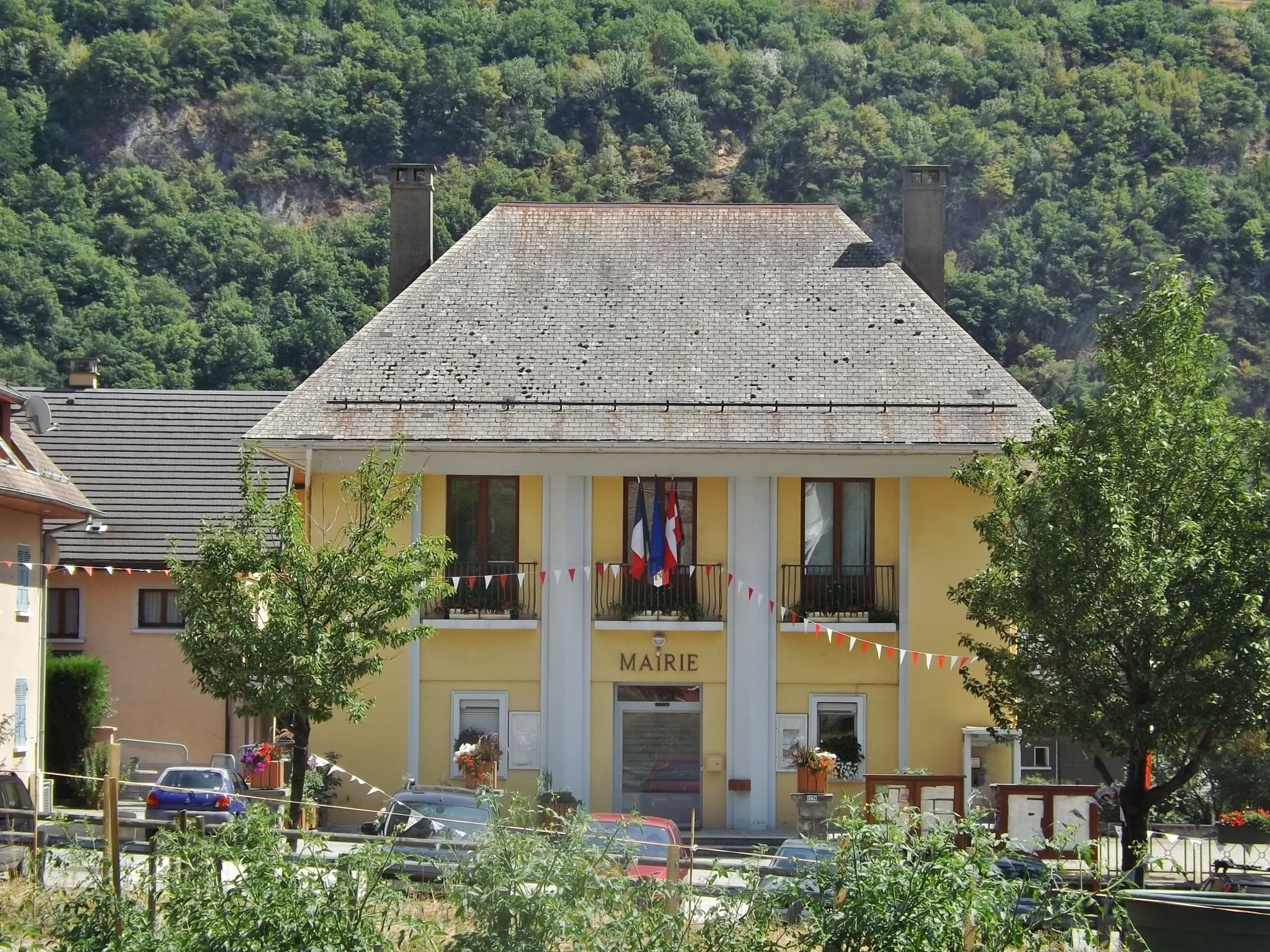
Mairie d'Hermillon.

### Liste des maires
| Période      | Période                   | Identité        | Étiquette | Qualité |
| ------------ | ------------------------- | --------------- | --------- | ------- |
| janvier 2019 | En cours (au 25 mai 2020) | Danielle Bochet |           |         |

| Période                                  | Période       | Identité         | Étiquette | Qualité                                                         |
| ---------------------------------------- | ------------- | ---------------- | --------- | --------------------------------------------------------------- |
| Les données manquantes sont à compléter. |               |                  |           |                                                                 |
| 1912                                     | 1929          | François Favier  |           | Premier adjoint de 1929 à 1935                                  |
| 1929                                     | 1944          | Jules Bochet     |           | Premier adjoint de 1944 à 1947                                  |
| 1947                                     | 1953          | Jules Bochet     |           |                                                                 |
| 1947                                     | 1953          | Jules Bochet     |           | Ancien maire, premier adjoint de 1944 à 1947                    |
| 1953                                     | 1965          | Antoine Buttard  |           |                                                                 |
| 1965                                     | 1995          | Léopold Durbet   | UNR       | Comptable Député (suppléant de Pierre Dumas)                    |
| 1995                                     | 2001          | Jean-Claude Brun |           |                                                                 |
| mars 2001                                | décembre 2018 | Yves Durbet      | UMP-LR    | Fils de Léopold Durbet, Président du Syndicat Pays de Maurienne |

## Population et société
Les habitants de la commune sont appelés les Hermilloninches et Hermillonins.

### Démographie
L'évolution du nombre d'habitants est connue à travers les recensements de la population effectués dans la commune depuis 1793. Pour les communes de moins de 10 000 habitants, une enquête de recensement portant sur toute la population est réalisée tous les cinq ans, les populations de référence des années intermédiaires étant quant à elles estimées par interpolation ou extrapolation. Pour la commune, le premier recensement exhaustif entrant dans le cadre du nouveau dispositif a été réalisé en 2007.

En 2016, la commune comptait 576 habitants, en évolution de +7,66 % par rapport à 2010 (Savoie : +3,63 %, France hors Mayotte : +2,11 %).
| 1793 | 1800 | 1806 | 1822 | 1838 | 1848 | 1858 | 1861 | 1866 |
| ---- | ---- | ---- | ---- | ---- | ---- | ---- | ---- | ---- |
| 440  | 491  | 493  | 495  | 535  | 585  | 566  | 522  | 522  |

| 1872 | 1876 | 1881 | 1886 | 1891 | 1896 | 1901 | 1906 | 1911 |
| ---- | ---- | ---- | ---- | ---- | ---- | ---- | ---- | ---- |
| 497  | 516  | 588  | 589  | 545  | 561  | 515  | 458  | 470  |

| 1921 | 1926 | 1931 | 1936 | 1946 | 1954 | 1962 | 1968 | 1975 |
| ---- | ---- | ---- | ---- | ---- | ---- | ---- | ---- | ---- |
| 411  | 394  | 426  | 407  | 377  | 466  | 638  | 702  | 591  |

| 1982 | 1990 | 1999 | 2006 | 2007 | 2012 | 2016 | - | - |
| ---- | ---- | ---- | ---- | ---- | ---- | ---- | - | - |
| 583  | 505  | 520  | 530  | 532  | 541  | 576  | - | - |

## Économie

### Artisanat et industrie

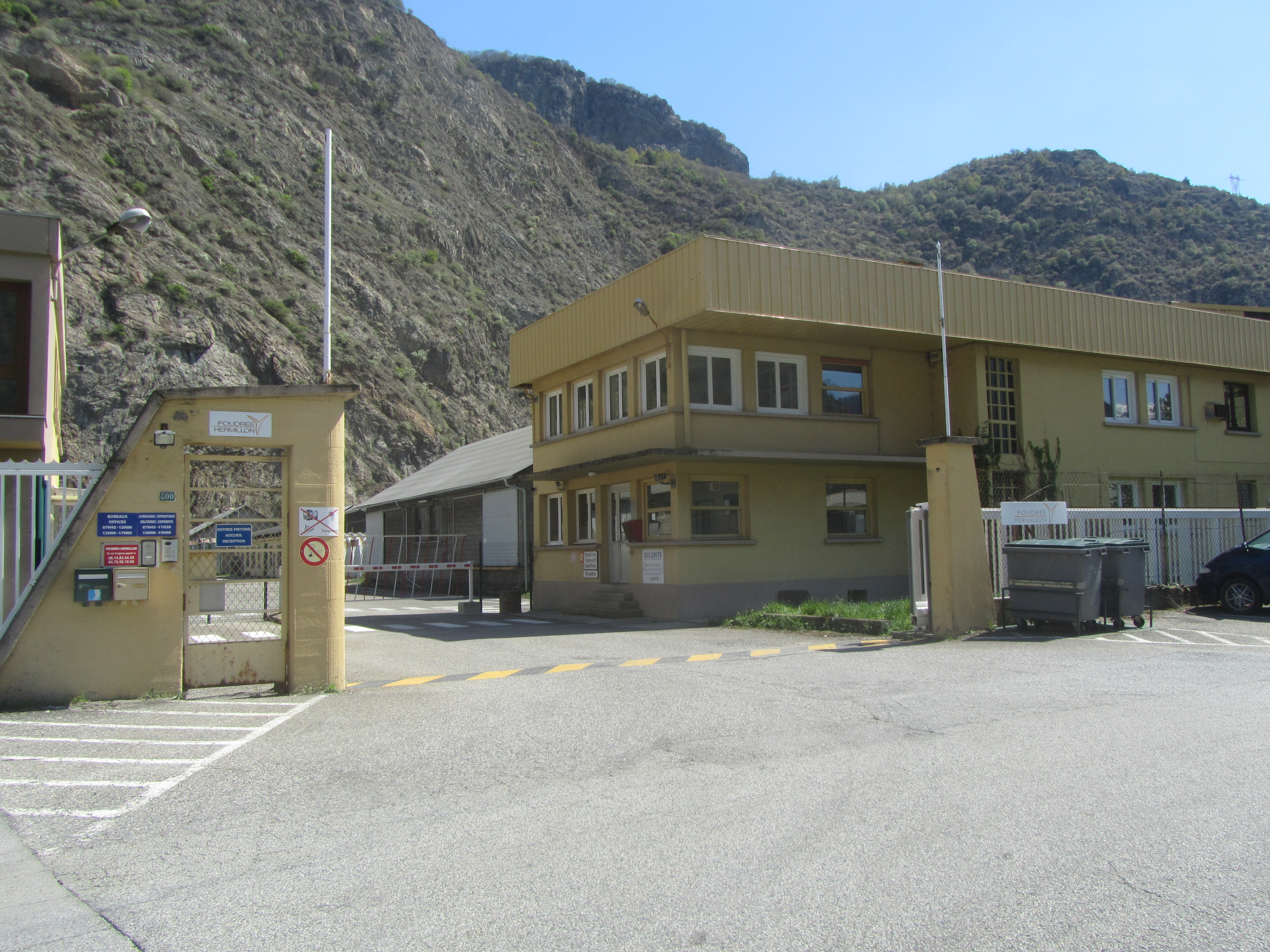
La falaise à l'arrière de l'usine est une protection du village en cas d'explosion.

C'est dans cette commune qu'en 1958, à la suite d'une explosion très meurtrière, a été transférée l'usine chambérienne d'aluminium divisé en grenaille et en poudre. Ce traitement est en effet dangereux car ce métal ainsi réduit en éléments très fins réagit de manière explosive à la chaleur. Et pourtant c'est sous cette forme qu'il satisfait à de très nombreux usages qui vont du traitement des métaux à la construction (béton cellulaire), à la cosmétique ou à la pyrotechnie… La municipalité était consciente de cet inconvénient  mais la plaine alluviale de Longefan offrait à bas prix des terrains communaux conquis sur les divagations de l'Arc, à l'écart de toute habitation. Tout danger n'est, du reste, pas écarté comme le prouve l'incident survenu en juin 2010. En revanche, la commune présentait l'avantage de la proximité de l'usine d'aluminium de Saint-Jean-de-Maurienne (4 km) pour une partie de ses approvisionnements, les autres charges de transport n'apparaissant pas prohibitives . De ce fait, il ne semble pas qu'il y ait eu de grosses difficultés lorsque Aluminium Pechiney a cherché un repreneur : c'est, depuis 1999, Poudres Hermillon, filiale de US Metal Powders (de). Un souci constant de recherche et d'innovation (alliages, impression 3D) garantit le maintien de  la compétitivité dans une situation de surcapacité.  50 % de la production sont  exportés. L'objectif le plus précieux de création d'emplois reste toujours impérieux même si l'effectif se réduit du fait d'une forte automatisation. De 50 à l'origine, il se maintient à une trentaine de personnes.

## Culture locale et patrimoine

### Lieux et monuments
- Monument aux morts.

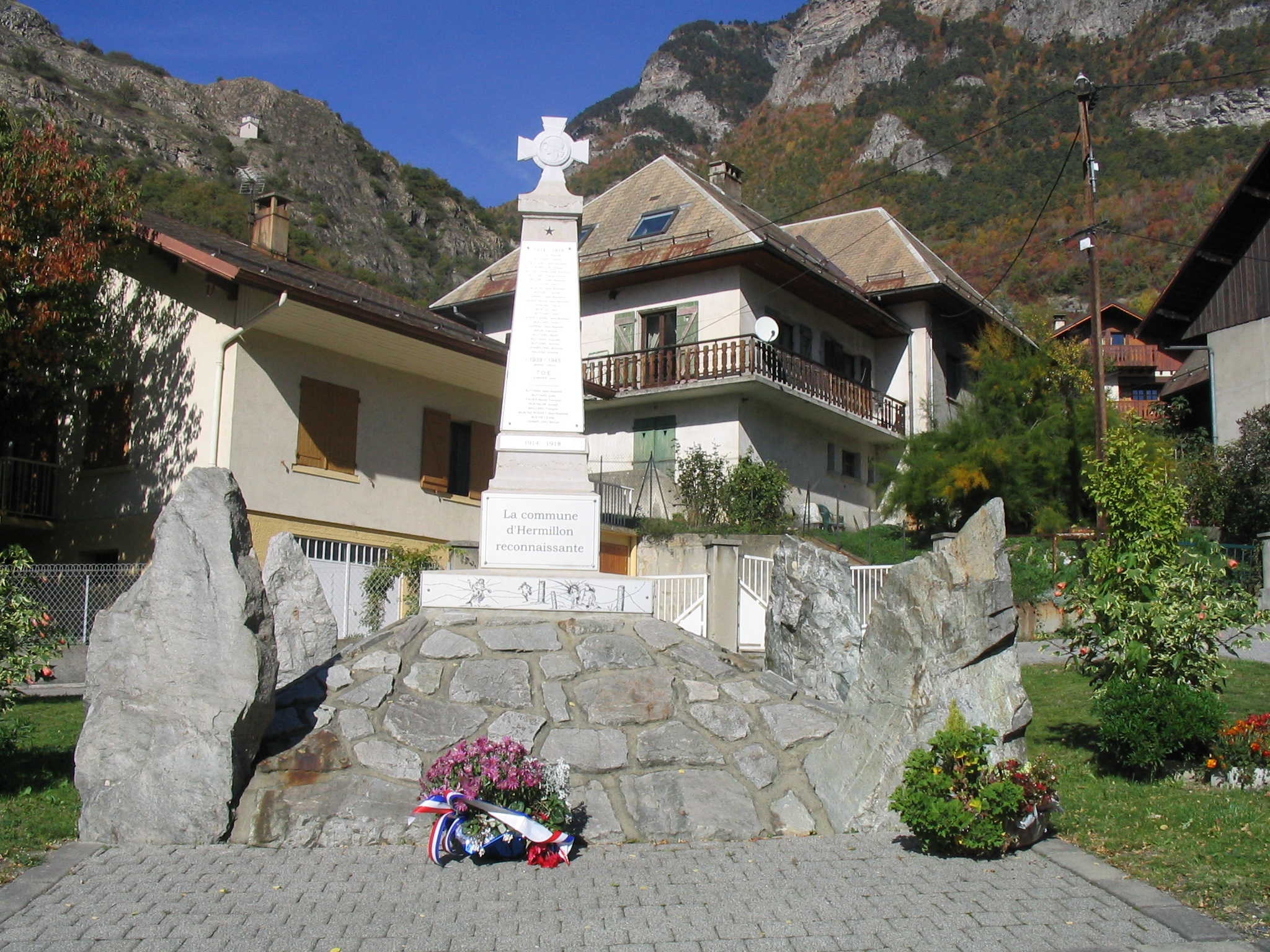
Monument aux morts.

- L'église d'Hermillon, datant de la reconstruction.
- Chapelle de Montandré (XIIIe siècle), destination d'un pèlerinage annuel, chaque 8 septembre. L'histoire populaire raconte qu'elle a été construite sur une des seules parcelles non-cultivable des alentours, à une époque où celles-ci étaient rares et importantes, en raison des familles nombreuses.
- La cascade d'Hermillon.
- Tour de (la) Clusaz, entre le pont d'Hermillon et Saint-Jean-de-Maurienne, vestige du donjon.
- pour le château dit d'Hermillon ou tour du Châtel (Castrum Armelionis/Armariolum), il se trouve sur la commune du Châtel[13],[14].

### Manifestations culturelles et festivités
Hermillon est le siège d'une manifestation littéraire : le salon du livre d'Hermillon qui décerne le prix littéraire Rosine-Perrier ainsi que le prix de lecture à haute voix Charles-Maly.

### Personnalités liées à la commune
- Saint Bénézet, né à Hermillon au XIIe siècle, a été le constructeur du fameux pont d'Avignon, qui se nomme lui-même le « Pont Saint-Bénézet ». On dit qu'il gardait ses chèvres et moutons à l'époque, à la « Pierre Saint-Benezet », située au-dessus du hameau de Montandré, dans la « combe des fourneaux ». Une peinture à son effigie, due au peintre Jean-Baptiste Jomard, originaire de Lanslebourg, est visible dans l'église du village.